# Serapias
Genre
Classification phylogénétique
Serapias (les sérapias en français) est un genre méditerranéo-atlantique (-macaronésien) de plantes herbacées pérennes de la famille des Orchidacées.

## Distribution
C’est un genre d’orchidées essentiellement méditerranéen de 16 espèces actuellement reconnues (hors des hybrides naturels) réparties des Açores et des îles Canaries à l'ouest jusqu'au Caucase à l'est, au sud de l'Afrique du Nord et au nord jusqu'en Bretagne. De plus Serapias lingua a été récemment signalé à Guernesey dans les îles Anglo-Normandes. 

## Liste des espèces
- Serapias athwaghlisia Kreutz & Rebbas 	(2014)
- Serapias bergonii E.G.Camus		(1908)
- Serapias cordigera L. 				(1763)
- Serapias frankavillae Cristaudo, Galesi & R.Lorenz		(2009)
- Serapias guadinae Lumare, Medagli & Biagioli 		(2017)
- Serapias lingua L. 				(1753)
- Serapias maria F.M.Vázquez	    (2008)
- Serapias neglecta De Not. 		(1844)
- Serapias nurrica Corrias		(1982)
- Serapias olbia Verg. 		(1908)
- Serapias orientalis  (Greuter) H.Baumann & Künkele 	(1988)
- Serapias parviflora Parl. 		(1837)
- Serapias perez-chiscanoi Acedo   		(1990)
- Serapias politisii Renz         (1928)
- Serapias strictiflora Welw. ex Veiga  (1886)
- Serapias vomeracea (Burm.f.) Briq.   (1910)

### Hybrides naturels
- Serapias × alberti E.G.Camus
- Serapias × ambigua Rouy ex E.G.Camus
- Serapias × barsellae Lumare & Medagli
- Serapias × cypria H.Baumann & Künkele
- Serapias × debelairii El Mokni
- Serapias × demadesii Renz
- Serapias × euxina H.Baumann & Künkele
- Serapias × fallax Soó
- Serapias × garganica H.Baumann & Künkele
- Serapias × godferyi A.Camus
- Serapias × halacsyana Soó
- Serapias × hildae-margaritae G.Keller
- Serapias × intermedia Forest. ex F.W.Schultz
- Serapias × kelleri A.Camus
- Serapias × liana F.M.Vázquez, Áng.Sánchez & Garcia Alonso
- Serapias × lupiensis Medagli, D'Emerico, Ruggiero & Bianco
- Serapias × meridionalis E.G.Camus
- Serapias × occidentalis C.Venhuis & P.Venhuis
- Serapias × oulmesiaca H.Baumann & Künkele
- Serapias × provincialis H.Baumann & Künkele
- Serapias × rainei E.G.Camus
- Serapias × sitiae Renz
- Serapias × todaroi Tineo
- Serapias × venhuisia F.M.Vázquez
- Serapias × walravensiana P.Delforge
- Serapias × watersii Gennaio, M.Gargiulo & Chetta
- Serapias × wettsteinii H.Fleischm.